# 10 Pułk Piechoty (austro-węgierski)

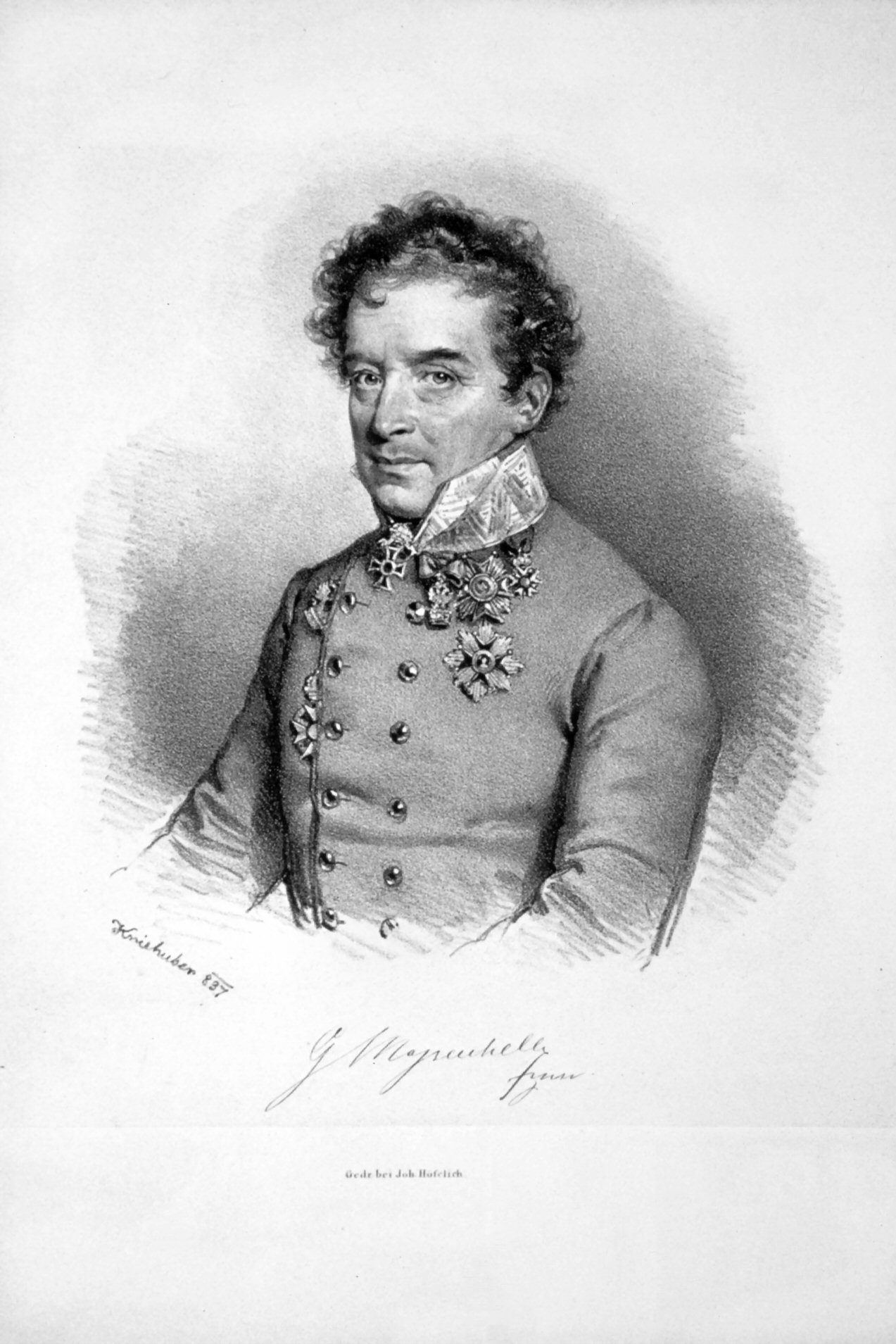
FZM Alois von Mazzuchelli

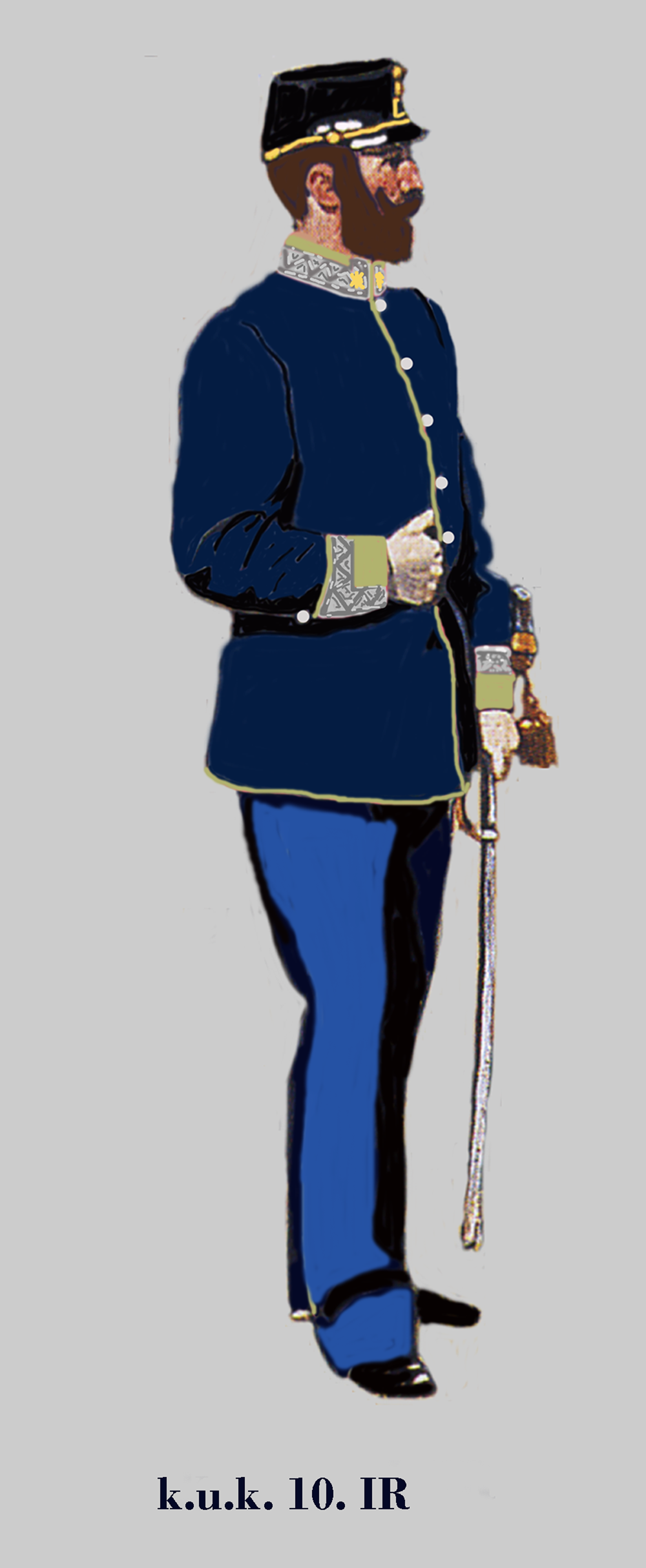
Major IR. 10 w mundurze służbowym

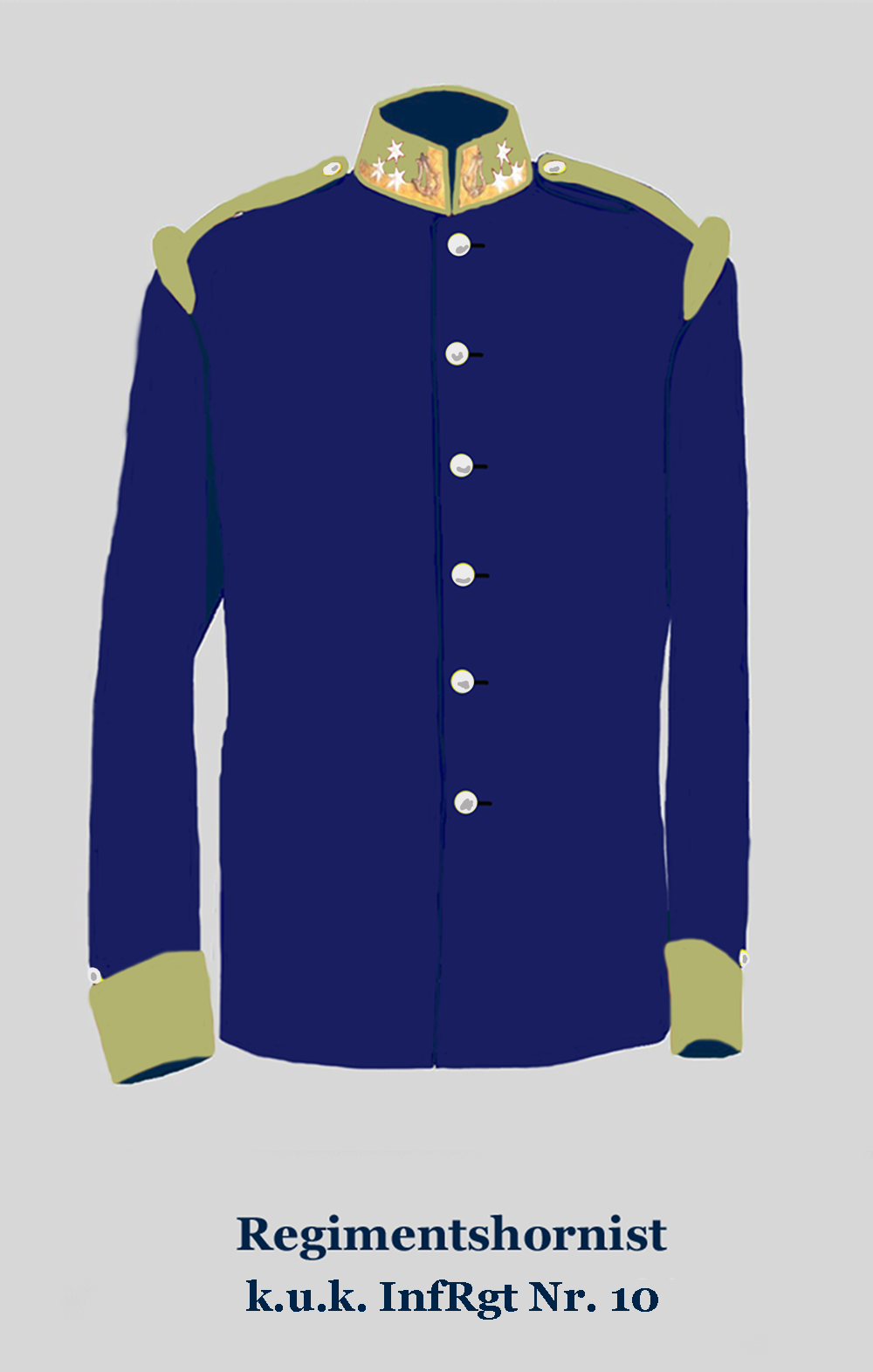
Kurtka munduru trębacza pułkowego

Galicyjski Pułk Piechoty Nr 10 (IR. 10) – pułk piechoty cesarskiej i królewskiej Armii.

## Historia pułku
Pułk został utworzony w 1715 roku. W latach 1804–1869 patrz 10 Pułk Piechoty Cesarstwa Austriackiego.
Okręg uzupełnień nr 10 Przemyśl na terytorium 10 Korpusu.
Do około 1878 pułk miał siedzibę w Jarosławiu, od około 1879 w Przemyślu.
W 1898 roku sztab pułku razem z 1. i 2. batalionem stacjonował w garnizonie Jarosław, 3. batalion w Przemyślu, a 4. batalion w Radymnie.
Do około 1907 sztab ponownie działał w Jarosławiu, a od około 1908 w Przemyślu.
W 1914 roku pułk stacjonował w Przemyślu z wyjątkiem 1. batalionu, który był detaszowany w miejscowości Bijeljina, w Bośni i Hercegowinie.
Pułk (bez 1. batalionu) wchodził w skład 48 Brygady Piechoty w Przemyślu należącej do 24 Dywizji Piechoty, natomiast 1. batalion był podporządkowany komendantowi 10 Brygady Górskiej w Tuzli należącej do 48 Dywizji Piechoty.
Swoje święto pułk obchodził 22 lipca w rocznicę bitwy pod Blumenau (Lamač) stoczonej w 1866 roku.
Skład narodowościowy: Ukraińcy – 47%, Polacy – 43%, inni 10%.
Barwy pułkowe: jasnozielony (papageiengrün), guziki srebrne.

## Szefowie pułku
Kolejnymi szefami pułku byli:
- FML Franz Wenzel Reisky von Dubnitz (1809 – †30 XII 1816),
- FZM Luigi (Alois) von Mazzuchelli (1817 – †5 VIII 1868),
- FZM Heinrich von Handel (1869 – †1 V 1887),
- król Szwecji Oskar II (1888 – †8 XII 1907),
- król Szwecji Gustaw V (od 1908)[1].

## Żołnierze
Komendanci pułku
- płk Streithorst (1716)
- płk Falk (Valk) (1716–1724)
- ppłk / płk Johann Anton Hatzfeld (1724–1732)
- płk Franz Rogoisky von Rohozník (1790–1795)
- płk Józef Pawlikowski von Cholewa (1875–1878 → komendant 60 Brygady Piechoty)
- płk Alois Laube (1896– )
- płk Ludwig Matuschka (1903–1904)
- płk Joseph Roček (1905–1907)
- płk Eduard Schatzl-Zlinszky von Mühlfort (1907–1912 → komendant 121 Brygady Piechoty)
- płk Rudolf Obauer von Bannerfeld (1912–1914 → komendant wojskowy w Koszycach)
- płk Eduard Wieden von Alpenbach (1915)

Oficerowie
- ppłk Władysław Gniewosz
- mjr Josef Klettlinger
- kpt. Włodzimierz Rachmistruk (1910–1918)
- por.rez. Stanisław Lechowicz
- por. Adam Pirgo
- por. Józef Sosnowski
- por. Ignaz Stefaniów (1905–1907)
- ppor. Władysław Pokorny (1916–1918)
- ppor. rez. Zygmunt Kostrzewski
- ppor. rez. Mieczysław Jus
- ppor. rez. Marian Kister
- ppor. rez. Leon Parat
- ppor. rez. Władysław Węgrzyński
- ppor. rez. Stanisław Wyżykowski
- chor. rez. Czesław Wawrosz